# Białobrzegi (powiat lubartowski)
Białobrzegi – wieś w Polsce położona w województwie lubelskim, w powiecie lubartowskim, w gminie Kock. Leży na stromym północnym skraju pradoliny Wieprza.
| SIMC    | Nazwa            | Rodzaj  |
| ------- | ---------------- | ------- |
| 0383202 | Nowe Białobrzegi | kolonia |

Niegdyś uposażenie biskupstwa płockiego.
Wieś szlachecka położona była w drugiej połowie XVI wieku w ziemi stężyckiej. Wieś wchodziła wraz z folwarkiem w skład klucza kockiego księżnej Anny Jabłonowskiej. W latach 1809–1954 istniała gmina Białobrzegi. 
W latach 1975–1998 miejscowość należała administracyjnie do województwa lubelskiego.
Wieś stanowi sołectwo gminy Kock. Według Narodowego Spisu Powszechnego (III 2011 r.) wieś liczyła 456 mieszkańców.
We wsi znajduje się zabytkowa mogiła pułkownika Berka Joselewicza.
Wierni Kościoła rzymskokatolickiego należą do parafii Wniebowzięcia Najświętszej Maryi Panny w Kocku.